# Mikko Rantanen
Mikko Rantanen (Nousiainen, Finlandia, 29 de octubre de 1996), apodado Rants, The Moose, Big Moose o Hot Wheels, es un jugador profesional finlandés de hockey sobre hielo que se desempeña en la posición de extremo derecho en Colorado Avalanche, equipo de la National Hockey League (NHL).

## Carrera
Fue seleccionado en la primera ronda en la NHL Entry Draft de 2015. Hizo su debut profesional con el equipo Colorado Avalanche, donde lleva jugando nueve temporadas.